# Пенелопа и женихи
«Пенелопа и женихи» (англ. Penelope and the Suitors) или «Пенелопа и её поклонники» — картина английского художника Джона Уильяма Уотерхауса, созданная в 1912 году. Хранится в художественной галерее Абердина (Шотландия).
Полотно иллюстрирует один из эпизодов мифа об Одиссее. Пенелопа сидит за ткацким станком, а за её спиной толпятся поклонники, которые добиваются её руки в уверенности, что Одиссей уже не вернётся из-под Трои. Один держит в руках кифару, другой протягивает букет цветов.